# Tulasnella pallida
Tulasnella pallida é uma espécie de fungo pertencente à família Tulasnellaceae.